# Harry Carson

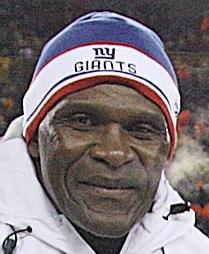
Harry em 2008.

Harold Donald Carson (26 de novembro de 1953, Florence, Carolina do Sul) é um ex-jogador profissional de futebol americano estadunidense. Ele foi campeão da temporada de 1986 da National Football League jogando pelo New York Giants. Em 2006 ele foi eleito para o Hall da Fama do esporte.